# Енергийна стойност
Енергийната стойност или хранителната стойност (в употреба е и терминът калоричност) е една от най-важните характеристики на храната. Определя се от количеството енергия, която организмът получава от хранителните съставки, влизащи в употребяваната храна, и зависи от съдържащите се в нея въглехидрати, мазнини, протеини и органични киселини.
Обикновено енергийната стойност се посочва за 100 g продукт или на една порция за опакованите продукти, включва сведения за количеството на трите основни съставки (мазнини, протеини и въглехидрати) и общата им стойност в килокалории (kcal) или килоджаули (kJ), като 1 kcal = 4,1868 kJ.